# Гарсия Морено, Габриель
Габриель Грегорио Фернандо Хосе Мария Гарсия и Морено и Моран де Буитрон (исп. Gabriel Gregorio Fernando José María García y Moreno y Morán de Buitrón; 24 декабря 1821 года — 6 августа 1875 года) — государственный деятель Эквадора, дважды занимавший пост президента страны (1859—1865 и 1869—1875). Он был избран и на третий срок, но был убит. Известен своей консервативной политикой, покровительством католической церкви и борьбой с лидером либералов Элоем Альфаро. Под его руководством Эквадор стал самой передовой страной в Латинской Америке в области науки и образования. Кроме того, он содействовал развитию экономики и сельского хозяйства в стране, боролся с коррупцией и даже отдавал своё жалование на благотворительность.

## Биография

### Семья
Габриель Гарсия Морено родился в 1821 году в семье Габриеля Гарсия и Гомеса и Марии де лас Мерседес Морено и Моран де Буитрон. Оба родителя Гарсия Морено происходили из благородных испанских семей. Его отец Габриель Гарсия и Гомес де Тама был испанцем из Сории, ведущим по женским линиям свой род от герцога Осунского и испанских морских офицеров. Он занимался торговлей. Мать Гарсия Морено происходила из богатой и знатной креольской семьи из главного порта Эквадора Гуаякиля. Её отец, граф Морено был генерал-губернатором Гватемалы, затем он переехал в Гуаякиль, где он был назначен постоянным военным губернатором. Также среди его родственников были Хуан Игнасио Морено и Маисанове, архиепископ Толедо и примас Испании и его братья Теодоро Морено и Маисанове, граф Моренский, судья верховного суда Испании и Хоакин Морено и Маисанове, военный историк и председатель военного королевского трибунала Испании.

### Ранние годы
Гарсия Морено изучал теологию и право в университете Кито. Он собирался стать священником и поэтому принял постриг и был посвящён в малые чины, однако его ближайшие друзья и его собственные интересы убедили его в итоге выбрать светскую карьеру. Окончив университет, в 1844 году он стал адвокатом. Уже тогда он приобрел репутацию страстного публициста, блестящего оратора и ярого якобинца. Он начал свою карьеру в качестве юриста и журналиста (выступающего в оппозиции тогдашнему либеральному правительству), но был не слишком успешен. Гарсия Морено организовал неудавшееся покушение на жизнь тогдашнего президента Эквадора Хуана Хосе Флореса и после неудачи в 1849 году он на 2 года отправился в Европу. Там он изучал химию и теологию в Сорбонне. В Европе Гарсия Морено на него оказали сильное влияние революция 1848 года. Вторично он посетил Европу в 1854—1856 годах.

## Эквадор после получения независимости
В каждом из государств Латинской Америки, образовавшихся после обретения независимости от Испании, сформировались две политические партии: либеральная и консервативная. Консерваторы ориентировались на Европу и в частности на Испанию, в социальном и политическом плане. Они выступали за сохранение роли католической церкви, которую она получила со времени завоевания Нового Света, кроме того они поддерживали крупных землевладельцев. Хотя эти владения — латифундии — не приносили большой прибыли, они являлись оплотом социальной стабильности. Либералы ориентировались на США, выступали за отделение церкви от государства, и стремились превратить латифундии в современные прибыльные предприятия, например, заводы. Эти две партии боролись друг с другом, со времени получения независимости. Из среды консерваторов вышло несколько выдающихся лидеров, таких как Агустин де Итурбиде в Мексике и Рафаэль Каррера в Гватемале.
С 1845 по 1860 годы ситуация в Эквадоре была близка к анархии, страну едва контролировал ряд сменявших друг друга правительств, по большей части либеральных, Гарсия Морено удалось вывести страну из этой опасной ситуации.
Вернувшись в Эквадор, Гарсия Морено включился в политику в русле крайнего клерикализма и боролся теперь с либералами с не меньшим рвением, чем когда-то поддерживал их. В 1850-е годы он стал ректором Центрального университета и сенатором, а когда разразился кризис в 1859 году, сумел сплотить и возглавить три самостоятельные прежде провинции сьерры. Отсюда вместе с тем самым Х. Х. Флоресом, на жизнь которого покушался в юности, Морено выступил против либерального правительства в Гуаякиле, нанёс решительное поражение, а вслед за тем вынудил перуанцев отступить на свою территорию. Будучи по своим убеждениям монархистом (желавшего видеть на эквадорском престоле испанского принца) он подчинился обстоятельствам и дал согласие стать президентом. Новая Конституция 1861 года окончательно установила власть консервативного режима Гарсии Морено, который единолично правил страной в течение 15 лет (за исключением 1864—1869 годов, когда во главе государства формально находились его ставленники Х. Каррион и Х. Эспиноса).
В 1861 году он был избран президентом народным голосованием на четырёхлетний срок. Его преемник был свергнут либералами в 1867 году. Но спустя два года он был вновь избран президентом, и подтвердил свои полномочия на выборах 1875 года.

## Экономическая ситуация в Эквадоре
Особое внимание Гарсия Морено уделял сфере экономики. Среди мероприятий в этой области следует отметить в первую очередь всемерное развитие внешнеторговой деятельности буржуазии косты, строительство путей сообщения между костой и сьеррой, включая железную дорогу, создание сети банков, упорядочение и увеличение налоговых поступлений в государственную казну. В целом режиму удалось увязать интересы латифундистов и торговцев косты с интересами латифундистов сьерры, значительно улучшить инфраструктуру (особенно транспортные коммуникации) страны, модернизировать экономику в целом.
Морено пришёл к власти в стране с пустой казной и огромным долгами. Чтобы переломить ситуацию он ввел режим строгой экономии и упразднил множество правительственных должностей, а также обуздал коррупцию, выкачивающую деньги налогоплательщиков. В результате он сумел добиться больших результатов за меньшие деньги. Это укрепило финансовое положение государства и привлекло иностранные инвестиции. Было отменено рабство, но бывшим рабовладельцам полагалась полная денежная компенсация. Армия была реформирована, офицеров направляли на учёбу в Пруссию, а неграмотных новобранцев учили основам грамотности. Были закрыты публичные дома, а в основных городах открыты больницы. Строились железные дороги и шоссе, расширялась сеть телеграфа, были развиты системы почты и ирригации. Улицы городов стали мощеными, велась борьба с преступностью. Было расширено избирательное право и гарантировано равенство всех эквадорцев перед законом.
В социальной сфере наибольшую активность режим Гарсии Морено проявил в области образования, которое рассматривал с точки зрения подготовки кадров для нужд капиталистического развития страны. В частности, с помощью специальных декретов 1869 и 1871 годах он централизовал управление школ, пересмотрел учебные планы, ввел более строгие требования к сдаче экзаменов на всех уровнях. В целях искоренения неграмотности и распространения обязательного начального образования для всех детей индейцев Гарсия Морено создал нормальный колледж, в котором готовились из среды индейцев сельские учителя, издал декрет, освобождавший от вспомогательных работ (формы принудительного труда индейцев) родителей тех детей, которые посещали школу. Всего же только за 8 лет, с 1867 по 1875 годы, число учащихся в стране выросло с 13,5 до 32 тысяч человек. Он активно продвигал идеи всеобщей грамотности и образования, основанных на французской модели.
Гарсия Морено основал два политехнических и один сельскохозяйственный колледж, военное училище, при нём количество начальных школ увеличилось с 200 до 500.
Правда, диктатор считал полезным лишь техническое и специальное образование и с целью его развития создал сеть средних специальных школ, политехнических институтов, музыкальных, художественных и прочих училищ. В Кито была учреждена астрономическая обсерватория, оснащенная лучшим по тем временам оборудованием в Южной Америке. Но способствуя, с одной стороны, расширению подготовки квалифицированных рабочих рук, Гарсия Морено, с другой стороны, свертывал в стране гуманитарное образование, заменяя его жесткой аристократической и клерикальной идеологией. Ему нужна была грамотная и квалифицированная, но в то же время пассивная и послушная рабочая сила. В такой односторонней подготовке незаменимую помощь режиму оказывала католическая церковь, а также радушно принимавшиеся в Эквадоре испанские, французские и немецкие иезуиты. В итоге получалась странная картина: на фоне несомненных успехов в области образования пылали костры из запрещенных клерикалами книг.
Хотя политическая жизнь того времени была чрезвычайно запутанной и неоднозначной, его избрание на второй срок очевидно говорит о его поддержке и со стороны народа и со стороны церкви.
С другой стороны диктатура Гарсии Морено свирепо расправлялась со своими противниками, жестоко подавляла выступления трудящихся, в частности индейцев. Крупнейшее такое восстание произошло в 1871 году в провинции Чимборасо, в ходе которого индейцы стремились покончить со злоупотреблениями помещиков и тяжелыми налогами, установленными правительством. Как и многие другие, это восстание было жестоко подавлено консервативным режимом. Главарь восстания Франсиско Дакилема, схваченный властями, был приговорён военным трибуналом к смертной казни и расстрелян.

## Покровительство церкви
Лично набожный (он ежедневно посещал мессу и еженедельно причащался, был активным участником братства прихожан), он считал главной обязанностью своего правительства продвигать и поддерживать католическую церковь.
26 сентября 1862 года Гарсия Морено заключил конкордат с Ватиканом, предоставивший католической церкви огромную власть в стране, в казну Ватикана ежегодно отчислялось 10 % государственного дохода. Он, в частности, объявлял католицизм официальной и единственной религией Эквадора, отдавал в руки иезуитов систему образования, в том числе право осуждать учителей и запрещать книги, предоставил свободу передвижения иностранным религиозным общинам, а церкви — право приобретать собственность.
В 1869 году совершил государственный переворот и провозгласил себя диктатором. В том же году Гарсия Морено основал консервативную партию Эквадора.
Католицизм был официальной религией Эквадора, но по условиям нового конкордата, государство отказалось от унаследованной из Испании власти над назначением епископов. По конституции 1869 года (т. н. «Чёрная конституция») католицизм был объявлен официальной государственной религией Эквадора, и было постановлено, чтобы и кандидаты на выборные должности и избиратели были католиками. Он стал единственным правителем в мире, заявившим протест против упразднения папского государства в 1870 году, а в 1873 году издал закон, по которому Эквадор посвящался Святейшему Сердцу Иисуса. Один из его биографов пишет, что после этого публичного заявления он был приговорен к смерти немецкими масонами.
Гарсия Морено вызывал определённую неприязнь своими симпатиями к Обществу Иисуса. В период изгнания он помогал некоторым изгнанным иезуитам найти убежище в Эквадоре. Он также выступал в защиту закона, запрещавшего секретные общества. Эти и подобные меры возбудили против него антикатолические партии в Эквадоре и в особенности масонов, видевших в нём врага.

## Политическая ситуация и убийство
Либералы ненавидели Гарсия Морено, когда он был избран на третий срок в 1875 году, и вынесли ему смертный приговор. Он сразу же написал папе Пию IX, прося благословить его перед инаугурацией, назначенной на 30 августа.

Я хочу получить до этого дня ваше благословение, так чтобы я мог обладать силой и светом, в которых я так нуждаюсь, будучи до конца преданным сыном нашего Спасителя, и верным и покорным слугой Его непогрешимого наместника. Сейчас, когда масонские ложи соседних стран, подстрекаемые Германией, изрыгают против меня все виды ужасающих оскорблений и наветов, и тайно готовят моё убийство, я более чем когда-либо нуждаюсь в божьей помощи, чтобы я мог жить и умереть, защищая нашу святую веру и свою республику, которой я снова призван руководить.

Пророчество Гарсия Морено оказалось верным, он был убит, когда выходил из кафедрального собора Кито, поверженный ударами ножей и выстрелами из револьвера. Его последними словами были «¡Dios no muere!» («Господь бессмертен!»). Глава заговорщиков колумбийский студент Фаустино Райо нанёс ему 6 или 7 ударов мачете, пока трое его соучастников стреляли из револьверов.
5 августа, незадолго до убийства, президента посетил священник и предупредил его. «Вас предупредили, что масоны вынесли вам смертный приговор, но не сообщили дату. Я только что слышал, что убийцы намереваются выполнить свой план немедленно. Ради Бога, примите соответствующие меры!». Гарсия Морено ответил, что уже получал подобные предупреждения, и после спокойного раздумья решил, что единственной мерой, которую он может предпринять, это приготовиться предстать перед Богом.
В тогдашних газетах сообщали: «По-видимому, он был убит членами тайного общества».
Перед смертью Гарсия Морено соборовался. Папа Пий IX объявил что президент «стал жертвой за веру, христианское милосердие и свою страну». После его смерти в Эквадоре чтилась его память как великого патриота, просветителя и покровителя церкви.

## Оценки деятельности
В либеральной литературе Морено изображается религиозным фанатиком, мрачным гением ненависти, страдавшим психопатической склонностью к насилию, а его режим — не иначе, как теократической диктатурой. Консервативные авторы, напротив, всячески превозносят эту личность как мученика и святого. Национальным и народным героем Эквадора видят Морено отдельные ревизионисты.
Позитивная сторона консервативного режима Гарсии Морено заключается в том, что он, широко используя экономические, социальные, политические и идеологические средства, обеспечил в стране буржуазный порядок, сплотил противоборствовавшие фракции буржуазно-помещичьей олигархии, укрепил её классовое господство над трудящимися и на этой основе придал динамизм капиталистическому развитию, упрочил национальный рынок и, следовательно, консолидировал основы эквадорской нации. Однако в политике Гарсии Морено с самого начала было заложено противоречие, которое по мере своего развития и обострения неизбежно должно было подрывать его режим. Ведь успехи в развитии капитализма означали укрепление базы либерализма на побережье и в стране в целом, между тем как вся политико-идеологическая система режима была задействована именно на борьбу против всякого свободомыслия.